# 釜田佳吾
釜田 佳吾（かまだ けいご、1984年4月6日 - ）は、鳥取県米子市出身のサッカー選手、サッカー指導者。ポジションはFW。

## 来歴
境高校時代はキャプテンとしてチームを牽引し、エースストライカーとして県大会でゴールを量産し4年連続の高校選手権出場に貢献。U-17トレセンメンバー、2002年国体鳥取選抜に選ばれる。
阪南大学ではジェルテックカップ（現・タイカカップ）Iリーグ2005関西大会Aブロックで9得点を叩き出し得点王に輝く。4年次にはトップチームの背番号10を背負いプレーをしている。
セレクションを経て2007年に入団したガイナーレ鳥取では、ルーキーながら開幕からチームの中心選手となり、同年途中加入の鶴見聡貴と並ぶチーム1の得点を叩き出している。チームでもトップクラスのスピードとセンスの高さで自身がゴールを決めるだけでなく、アシストなどチャンスメイクも多い。
2010年シーズン終了後、一旦現役を退いたが、2011年シーズンからはクレーバース（鳥取県サッカーリーグ2部）に所属し、2011年国体中国ブロック大会鳥取選抜に選ばれる。ガイナーレ鳥取U-18・U-15コーチも務めている。
2012年、中国リーグに昇格したSC鳥取ドリームスに加入。1シーズンで退団した。

## 所属クラブ
- 鳥取県立境高等学校
- 阪南大学
- 2007年 - 2010年 ガイナーレ鳥取
- 2011年 クレーバース
- 2012年 SC鳥取ドリームス

## 個人成績
| 国内大会個人成績 | 国内大会個人成績 | 国内大会個人成績 | 国内大会個人成績 | 国内大会個人成績                         | 国内大会個人成績 | 国内大会個人成績 | 国内大会個人成績 | 国内大会個人成績 | 国内大会個人成績 | 国内大会個人成績 | 国内大会個人成績 |
| 年度             | クラブ           | 背番号           | リーグ           | リーグ戦                                 | リーグ戦         | リーグ杯         | リーグ杯         | オープン杯       | オープン杯       | 期間通算         | 期間通算         |
| 年度             | クラブ           | 背番号           | リーグ           | 出場                                     | 得点             | 出場             | 得点             | 出場             | 得点             | 出場             | 得点             |
| 日本             | 日本             | 日本             | 日本             | リーグ戦                                 | リーグ戦         | リーグ杯         | リーグ杯         | 天皇杯           | 天皇杯           | 期間通算         | 期間通算         |
| ---------------- | ---------------- | ---------------- | ---------------- | ---------------------------------------- | ---------------- | ---------------- | ---------------- | ---------------- | ---------------- | ---------------- | ---------------- |
| 2007             | 鳥取             | 27               | JFL              | 27                                       | 7                | -                | -                | 0                | 0                | 27               | 7                |
| 2008             | 鳥取             | 27               | JFL              | 11                                       | 2                | -                | -                | 0                | 0                | 11               | 2                |
| 2009             | 鳥取             | 27               | JFL              | 13                                       | 3                | -                | -                | 0                | 0                | 13               | 3                |
| 2010             | 鳥取             | 27               | JFL              | 4                                        | 1                | -                | -                | 0                | 0                | 4                | 1                |
| 2011             | クレーバース     |                  | 鳥取2部          |                                          |                  | -                | -                | -                | -                |                  |                  |
| 2012             | 鳥取D            | 88               | 中国             | 0                                        | 0                | -                | -                | -                | -                | 0                | 0                |
| 通算             | 日本             | 日本             | JFL              | 55                                       | 13               | -                | -                | 0                | 0                | 55               | 13               |
| 通算             | 日本             | 日本             | 中国             | 0                                        | 0                | -                | -                | 0                | 0                | 0                | 0                |
| 通算             | 日本             | 日本             | 鳥取2部          | \|\|\|\|colspan="2"\|-\|\|0\|\|0\|\|\|\| |                  |                  |                  |                  |                  |                  |                  |
| 総通算           | 総通算           | 総通算           | 総通算           | 55                                       | 13               | -                | -                | 0                | 0                | 55               | 13               |

## 指導歴
- 2011年 - ガイナーレ鳥取U-18・U-15コーチ